# Mzwandile Ndzimandze
Mzwandile Ndzimandze, mais conhecido como Dile (Suazilândia, 2 de outubro de 1985), é um futebolista suazilandês que atua como meia. Atualmente, joga pelo Vasco da Gama da África do Sul.

## Carreira
Mzwandile Ndzimandze se transferiu para o University of Pretoria, vindo do Mhlambanyatsi Rovers, no verão de 2010 para atuar na Swazi Premier League.

## Vida pessoal
Seu irmão Mfanfikile Ndzimandze "Fash", também é um futebolista profissional e também atua pela Seleção Suazi de Futebol.